# Mars Desert Research Station
La Mars Desert Research Station (MDRS) és la instal·lació d'investigació de la superfície de Mart més gran i de més llarga durada i és un dels dos hàbitats analògics simulats de Mart, propietat i gestionada per la Mars Society.
L'estació MDRS es va construir a principis dels anys 2000 prop de Hanksville, Utah, a l'oest dels Estats Units d'Amèrica. Està tripulada per petits equips que duen a terme investigacions científiques.
El campus de l'MDRS inclou un hàbitat (Hab) de dos pisos amb un hivernacle, un observatori solar i un observatori robòtic, una càpsula d'enginyeria i un edifici científic.

## L'Estació de Recerca

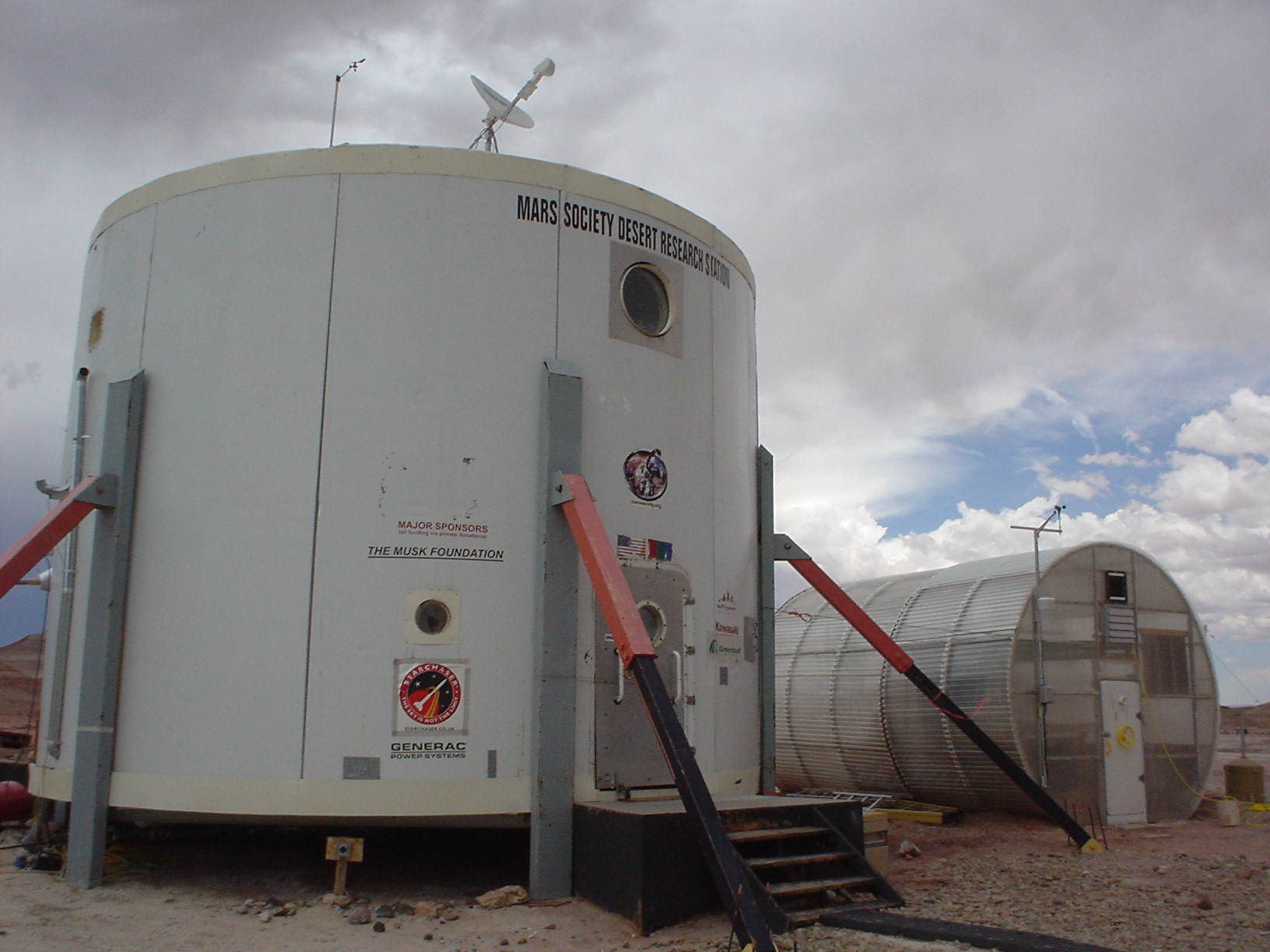
La Mars Society's Mars Desert Research Station ubicada a Hanksville, Utah

L'estació d'investigació consta de tres edificis: l'Hàbitat ("Hab"), el GreenHab, l'Observatori del desert de Musk Mars i una Àrea d'equips de suport a l'enginyeria situada a certa distància.

### Habitat
L'Habitat Mars Lander és un cilindre de dos pisos d'uns 10 metres de diàmetre i és la casa i el lloc de treball de la tripulació durant les simulacions d'exploració de la superfície de Mart. Al primer pis, hi ha dues escluses d'aire simulades, una dutxa i un lavabo, una sala d'emmagatzematge i manteniment dels vestits espacials i els seus equipaments associats per la preparació de l'activitat extra-vehicular (EVA), i un laboratori de ciència i enginyeria. El laboratori és compartit entre el geòleg i el biòleg de la tripulació i inclou un autoclau, balança analítica, microscopi i un estoc de productes químics i reactius per a la realització de proves bioquímiques.

### GreenHab
El GreenHab és un hivernacle utilitzat per al cultiu i la investigació de plantes. El GreenHab original Gary Fisher, adaptat el 2009 d'un centre de reciclatge d'aigua de circuit tancat a un hivernacle funcional, va ser destruït per un incendi el desembre de 2014, i es va refer el setembre de 2015 després que una campanya d'Indiegogo recaptés 12.540 dòlars per reconstruir-lo.

### Observatori del Desert de Musk Mars

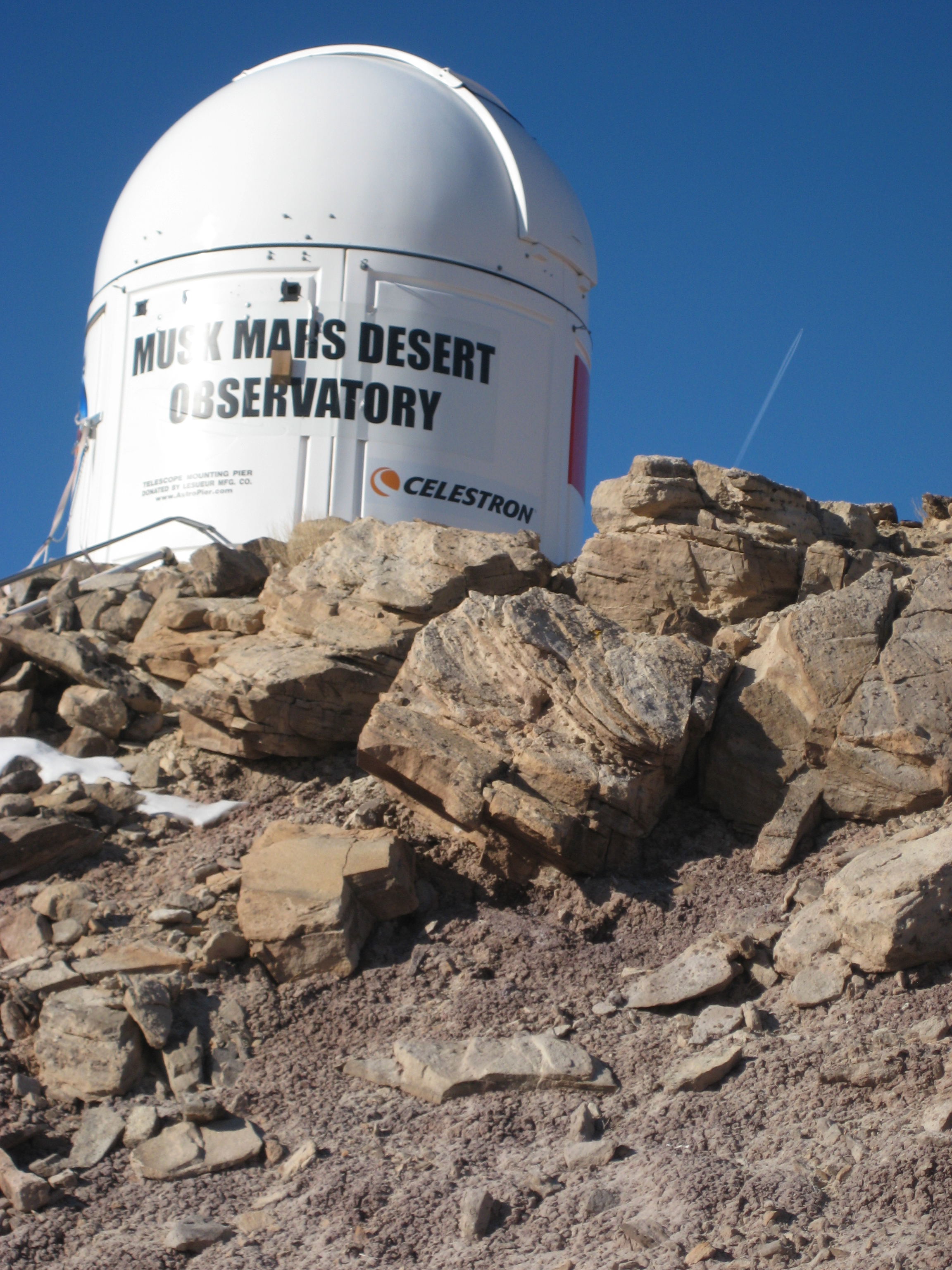
Observatori del Desert de Musk Mars

L'Observatori del desert de Musk Mars allotja un telescopi Schmidt-Cassegrain de 28 centimetres que es pot fer funcionar de forma remota i és accessible per a astrònoms amateurs i professionals a través d'Internet.
Ofereix oportunitats de recerca no disponibles anteriorment a la tripulació i als professors i estudiants locals. Es convida a estudiants i professors a interactuar amb la tripulació i a utilitzar l'observatori com a eina d'aprenentatge.